# عسل‌مرغ
عسل‌مرغ‌ها (نام علمی: Honeybirds) پرندگانی در سردهٔ Prodotiscus از خانوادهٔ عسل‌یابان هستند که محدود به جنوب صحرای آفریقا هستند.

## ویژگی‌ها
همه آنها پرندگانی کدر با روتنهٔ خاکستری یا سبز خاکستری و زیرتنهٔ خاکستری تا خاکستری متمایل به سفید هستند. آنها از کوچک‌ترین اعضای خانوادهٔ عسل‌یابان هستند. آنها در مقایسه با سایر اعضای خانواده نوک باریکی دارند.

## عادت‌ها
برخلاف سایر عسل‌یاب‌ها از موم زنبور عسل تغذیه نمی‌کنند. آنها به گرده‌افشانی گیاهانی مانند مرغ بهشتی (گیاه)، شیشه‌شور، پنجه‌درخت‌ها، Butea monosperma و گیاه فردوسی کمک می‌کنند (نگاه کنید به: پرنده‌دوستی (ornithophily)). آنها لانه‌های سبدنشین، شهدخواران و دیگر گونه‌های پرندگان آشیانه‌گنبدی را انگلی می‌کنند.